# 几何积分
在常微分方程的数值计算中，几何积分是一种保留微分方程的流的精确几何特性的数值方法。

## 以摆为例
可考虑单摆运动以引出几何积分的研究。
设摆锤质量为{\displaystyle m=1}，摆杆长度为{\displaystyle \ell =1}。设重力加速度为{\displaystyle g=1}。用{\displaystyle q(t)}表示杆偏移垂直方向的角位移，并用{\displaystyle p(t)}表示摆的动量，则系统的哈密顿量（动能与势能之和）为
{\displaystyle H(q,p)=T(p)+U(q)={\frac {1}{2}}p^{2}-\cos q,}
其给出哈密顿方程
{\displaystyle ({\dot {q}},{\dot {p}})=(\partial H/\partial p,-\partial H/\partial q)=(p,-\sin q).\,}
很自然，可将所有{\displaystyle q}的位形空间{\displaystyle Q}看做单位圆{\displaystyle \mathbb {S} ^{1}}，这样{\displaystyle (q,p)}就位于圆柱体{\displaystyle \mathbb {S} ^{1}\times \mathbb {R} }上。取{\displaystyle (q,p)\in \mathbb {R} ^{2}}只是因为{\displaystyle (q,p)}空间会更方便绘制。定义{\displaystyle z(t)=(q(t),p(t))^{\mathrm {T} }}、{\displaystyle f(z)=(p,-\sin q)^{\mathrm {T} }}。让我们用一些简单的数值方法对这个系统进行积分。像往常一样，选择常数步长{\displaystyle h}，对任意非负整数{\displaystyle k}记{\displaystyle z_{k}:=z(kh)}。
我们用以下方法：
{\displaystyle z_{k+1}=z_{k}+hf(z_{k})\,}（显式欧拉）；
{\displaystyle z_{k+1}=z_{k}+hf(z_{k+1})\,}（隐式欧拉）；
{\displaystyle z_{k+1}=z_{k}+hf(q_{k},p_{k+1})\,}（辛欧拉）；
{\displaystyle z_{k+1}=z_{k}+hf((z_{k+1}+z_{k})/2)\,}（隐式中点法则）。
（注意，辛欧拉法用显式欧拉法处理q，用隐式欧拉法处理{\displaystyle p}。）
观察到{\displaystyle H}在哈密顿方程的解曲线上是常数，于是可以描述系统的精确轨迹，是{\displaystyle p^{2}/2-\cos q}的水平曲线。在{\displaystyle \mathbb {R} ^{2}}中绘制了系统的精确轨迹和数值解。对显式、隐式欧拉法，分别取{\displaystyle h=0.2}；z0 = (0.5, 0)及(1.5, 0)；对其他两种方法，分别取{\displaystyle h=0.3}、z0 = (0, 0.7)；(0, 1.4)及(0, 2.1)。

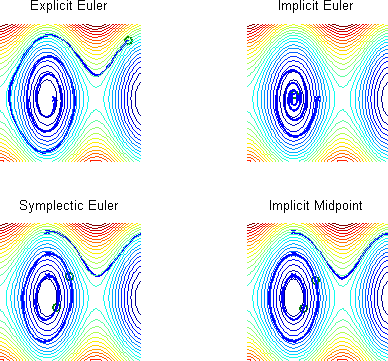
单摆轨迹

显式（或隐式）欧拉法是从原点向外（或向内）的螺旋运动。另两种方法显示了正确的定性行为，隐式中点法则与精确解的吻合程度高于辛欧拉法。
回顾一下，具有1自由度的哈密顿系统的精确流{\displaystyle \phi _{t}}是保面积的，即
{\displaystyle \det {\frac {\partial \phi _{t}}{\partial (q_{0},p_{0})}}=1} for all {\displaystyle t}.
此式很容易手动验证。对我们的单摆例子，可以发现，显式欧拉法的数值流{\displaystyle \Phi _{{\mathrm {eE} },h}:z_{k}\mapsto z_{k+1}}不保面积；即
{\displaystyle \det {\frac {\partial }{\partial (q_{0},p_{0})}}\Phi _{{\mathrm {eE} },h}(z_{0})={\begin{vmatrix}1&h\\-h\cos q_{0}&1\end{vmatrix}}=1+h^{2}\cos q_{0}.}
隐式欧拉法也可进行类似计算，行列式为
{\displaystyle \det {\frac {\partial }{\partial (q_{0},p_{0})}}\Phi _{{\mathrm {iE} },h}(z_{0})=(1+h^{2}\cos q_{1})^{-1}.}
辛欧拉法是保面积的：
{\displaystyle {\begin{pmatrix}1&-h\\0&1\end{pmatrix}}{\frac {\partial }{\partial (q_{0},p_{0})}}\Phi _{{\mathrm {sE} },h}(z_{0})={\begin{pmatrix}1&0\\-h\cos q_{0}&1\end{pmatrix}},}
于是{\displaystyle \det(\partial \Phi _{{\mathrm {sE} },h}/\partial (q_{0},p_{0}))=1}。隐式中点法则具有类似的几何特性。
总结：单摆例表明，除显式、隐式欧拉法不是解决问题的好方法外，辛欧拉法和隐式中点法则与系统的精确流非常吻合，后者更精确。而且后两种方案与精确流都保面积，是几何积分（实际上是辛积分）的两个例子。

## 活动标架法
活动标架法可用于构建保持ODE李对称性的数值方法。龙格-库塔法等现有方法可用活动标架法进行修改，以产生不变版本。

## 阅读更多
- Hairer, Ernst; Lubich, Christian; Wanner, Gerhard. . Springer-Verlag. 2002. ISBN 3-540-43003-2.
- Leimkuhler, Ben; Reich, Sebastian. . Cambridge University Press. 2005. ISBN 0-521-77290-7.
- Budd, C.J.; Piggott, M.D. . Handbook of Numerical Analysis 11. Elsevier. 2003: 35–139. ISBN 9780444512475. doi:10.1016/S1570-8659(02)11002-7.
- Kim, Pilwon. . BIT Numerical Mathematics 47 (3). Springer. 2007: 525–546. doi:10.1007/s10543-007-0138-8.